# Butteville
Butteville es un lugar designado por el censo ubicado en el condado de Marion en el estado estadounidense de Oregón. En el año 2000 tenía una población de 293 habitantes y una densidad poblacional de 108.9 personas por km².

## Geografía
Butteville se encuentra ubicado en las coordenadas 45°15′46″N 122°50′27″O / 45.26278, -122.84083.

## Demografía
Según la Oficina del Censo en 2000 los ingresos medios por hogar en la localidad eran de $36,429 y los ingresos medios por familia eran $65,625. Los hombres tenían unos ingresos medios de $71,875 frente a los $26,607 para las mujeres. La renta per cápita para la localidad era de $31,258. Alrededor del 12.4% de la población estaban por debajo del umbral de pobreza.